# Бэйли, Лора (модель)
Ло́ра Бэ́йли (англ. Laura Bailey; род. 6 августа 1972, Лондон) — английская фотомодель.

## Биография
Лора Бэйли родилась 6 августа 1972 года в Лондоне (Англия, Великобритания). Лора окончила «Wheatley Park School» и Саутгемптонский университет.
Лора начала свою модельную карьеру в начале 1990-х годов и с того времени она поработала со многими известными фирмами и изданиями, включая «Guess», «L'Oreal», «Vogue» и другие.
Лора состоит в фактическом браке с кинопродюсером Эриком Феллнером (род.1959). У пары есть двое детей — сын Люк Феллнер (род.15.01.2005) и дочь Лола Тайгер Феллнер (род. в мае 2008).